# Nacre
« Nacré » redirige ici. Pour les papillons portant ce nom, voir Nacré (papillon).
Pour le mollusque bivalve, voir Grande nacre.

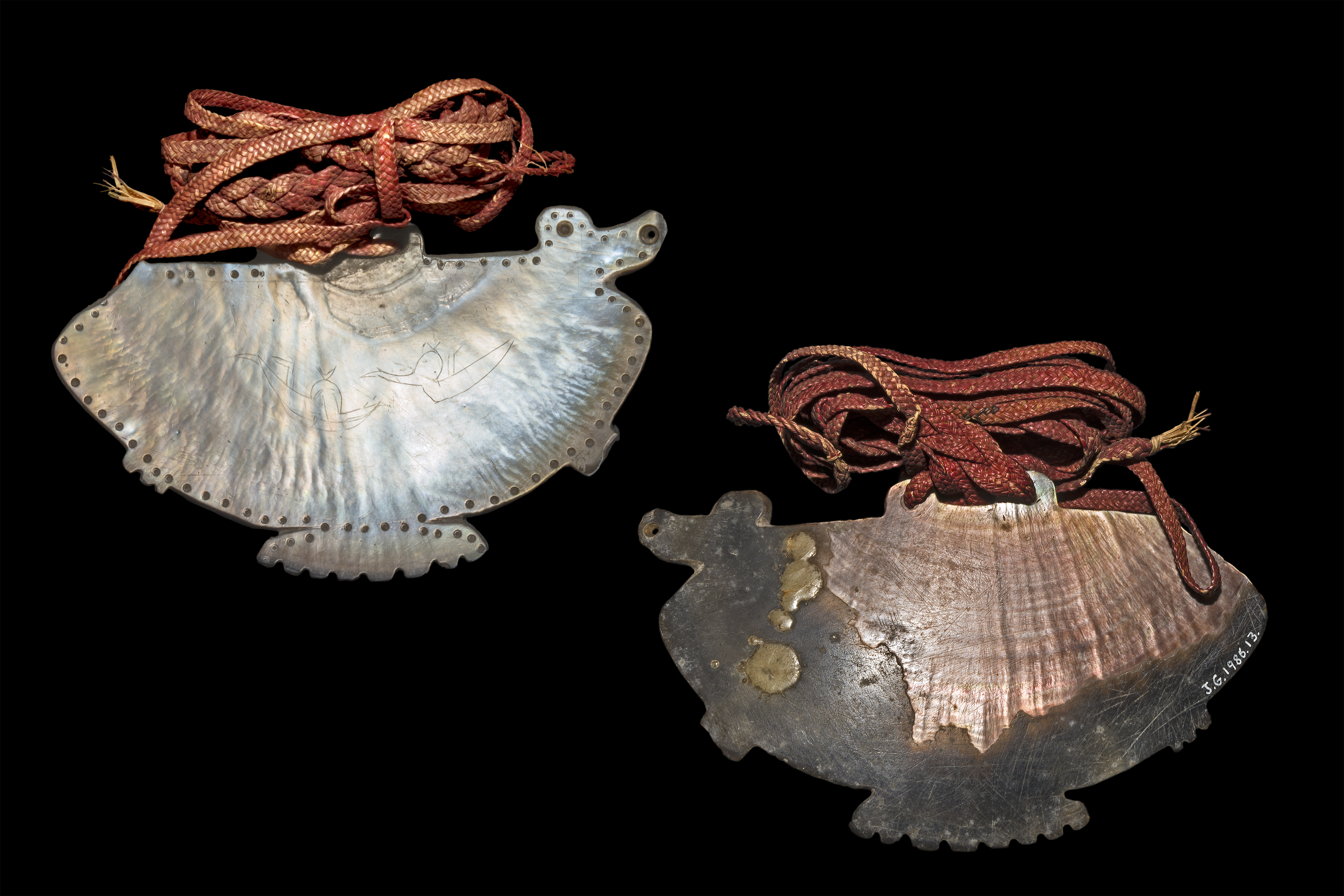
Pendentif en nacre présenté au MHNT.

La nacre est le revêtement intérieur, aux reflets irisés, de certaines coquilles de mollusque, biosynthétisée par le manteau et composée de cristaux d'aragonite liés par une protéine appelée conchyoline. C'est un produit recherché depuis longtemps pour la décoration, la marqueterie, la confection de bijoux ou de boutons, au point que certains coquillages tels que les ormeaux ont localement disparu. Certains sont élevés pour la nacre.
Lorsqu'un élément étranger irritant entre dans la coquille de ces mollusques, ceux-ci sécrètent également de la nacre couche après couche tout autour afin de s'en protéger, formant ainsi une ou plusieurs perles.
Le mollusque synthétise la nacre tout au long de sa vie, contrairement aux autres couches de la coquille, qu'il ne produit que pour son agrandissement.
Les auteurs classent la nacre soit comme matériau minéral biosynthétisé ou comme matière organique, soit comme biocomposite car comme la plupart des biominéraux, elle contient des restes de la matrice organique qui a permis sa synthèse et le contrôle de son processus de formation par l'animal.

## Formation, biochimie

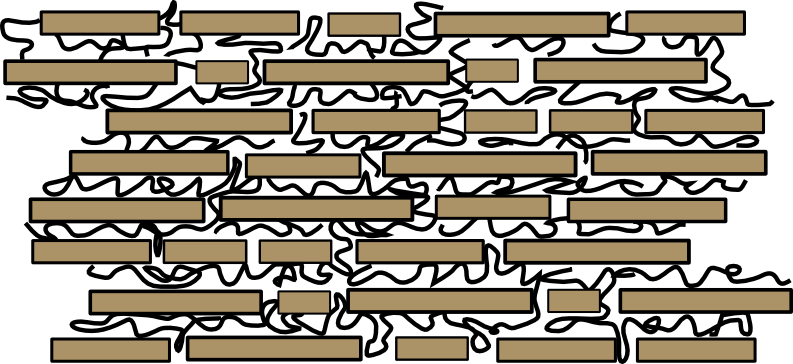
Schéma des lames d'aragonite liées par des biopolymères.

La nacre résulte d'un processus de biominéralisation formant une structure rigide à partir d'une matrice formée de protéines. La superposition régulière de couches de conchyoline, de cristaux d'aragonite, avec des traces d'eau et de divers ions provoque une interférence des radiations lumineuses lui donnant son aspect irisé.
« La nacre est formée d’une juxtaposition régulière de couche de tablettes d’aragonite de 0,5 μm d’épaisseur, soudées par un ciment organique de 20 nm d’épaisseur. Les composés organiques associés à la nacre sont localisés autour des tablettes de nacre, mais aussi à l’intérieur des cristaux. Ils sont impliqués dans l’initiation de la précipitation du minéral (nucléation), dans la régulation de la croissance, dans la détermination du polymorphe cristallin, comme dans l’organisation microstructurale du biominéral. »

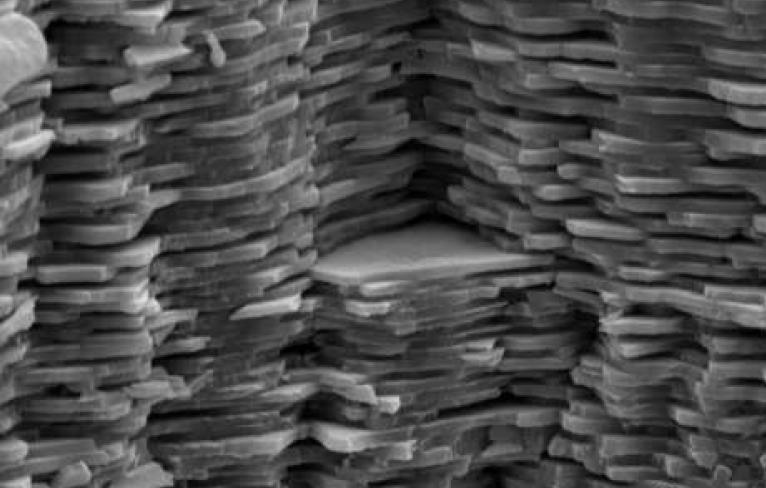
Microscopie électronique d'une couche de nacre en coupe.

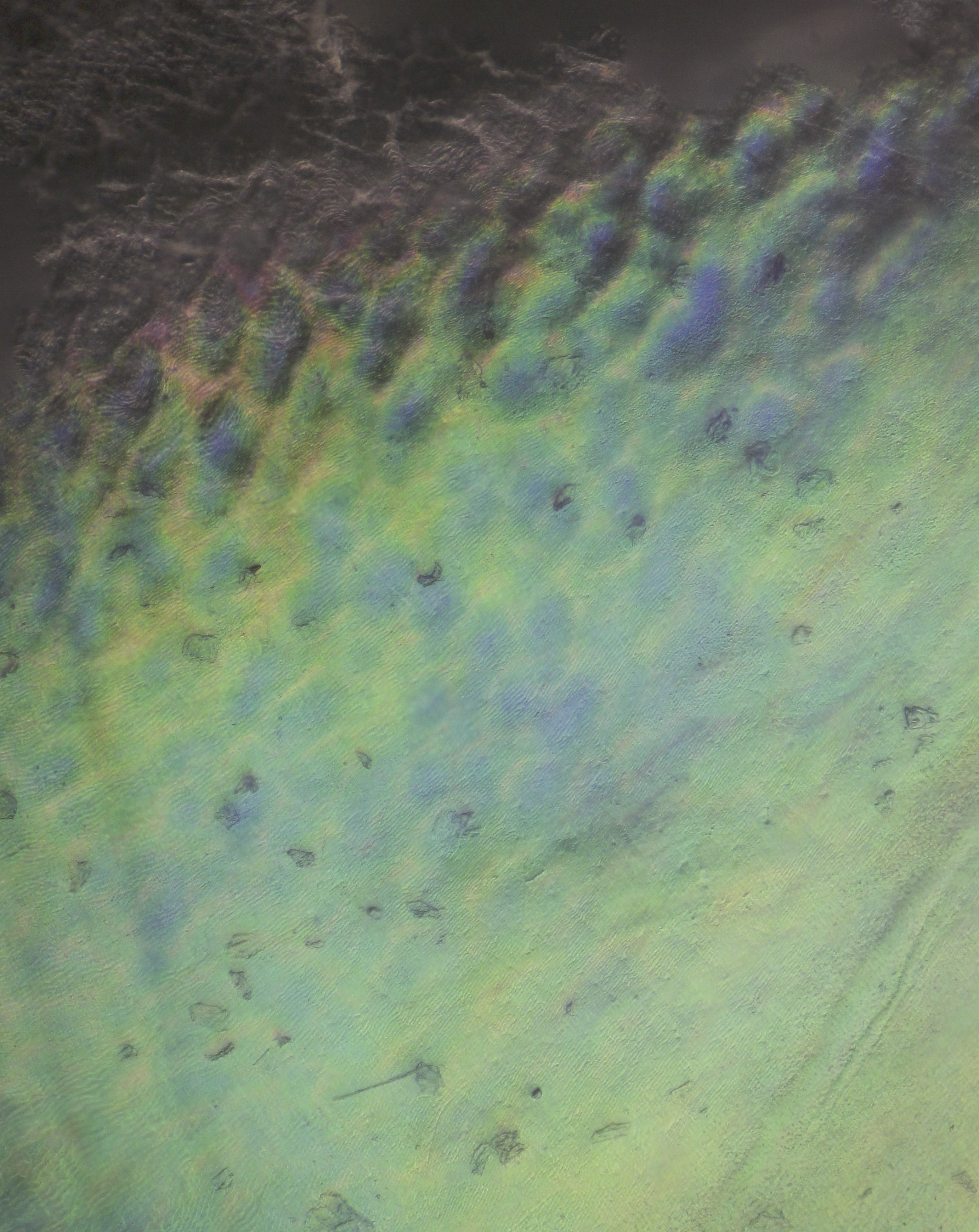
Nacre vu au microscope x240.

Les données scientifiques sur la nacre et sa matrice organique calcifiante proviennent principalement de l'étude de mollusques Pinctada pour les bivalves ptériomorphes et des espèces d'Haliotis pour ce qui concerne la nacre sécrétée par les gastéropodes, puis de l'étude d'un grand bivalve paléohétérodonte Unio pictorum et du Nautilus macromphalus, un nautiloïde appartenant à un ordre très ancien de céphalopodes. Selon ces données :
- C'est un des 60 types différents de biominéraux (dont 17 chez les mollusques) connus synthétisés par des organismes actuellement vivant (des bactéries aux mégastructures coralliennes). La nacre présente des caractéristiques mécaniques et physicochimiques particulières très différentes des autres biominéraux souvent à base de carbonate de calcium dont les animaux produisent de nombreux « polymorphes cristallins »[5].
- C'est un matériau relativement résistant aux acides et à la chaleur[6], qu'on ne sait pas reproduire, comme plus généralement la biominéralisation[7] (et tous les processus biochimiques pouvant conduire à la production, l'entretien et la protection d'une coquille de mollusque[8]) et dont les caractéristiques intéressent les biochimistes et la biomimétique.
- Sa qualité et le type de formation de la nacre varient selon les espèces et lors des étapes de l'évolution[9],[10].
- Substance organique, la conchyoline est présente en très petite quantité dans la nacre (environ 4 à 6 %) et détermine sa structuration en servant de « ciment » aux cristaux d'aragonite qui en représentent 90 %. La nacre est constituée de petits cristaux d’aragonite de 500 nm d’épaisseur empilés séparés par une couche très fine (environ 50 nm) de protéine qui assure la ténacité de l’ensemble.
- les protéines contribuant à former la nacre produisent du carbonate de calcium sous forme aragonite ; il semblerait que la partie soluble de ces protéines soit responsable de la formation du cristal, alors que la partie insoluble en déterminerait la densité, la taille et la quantité.

La nacre résiste mieux aux acides que la coquille. Elle se reconstitue après avoir été percée ou abîmée chez un coquillage vivant.

## Couleur

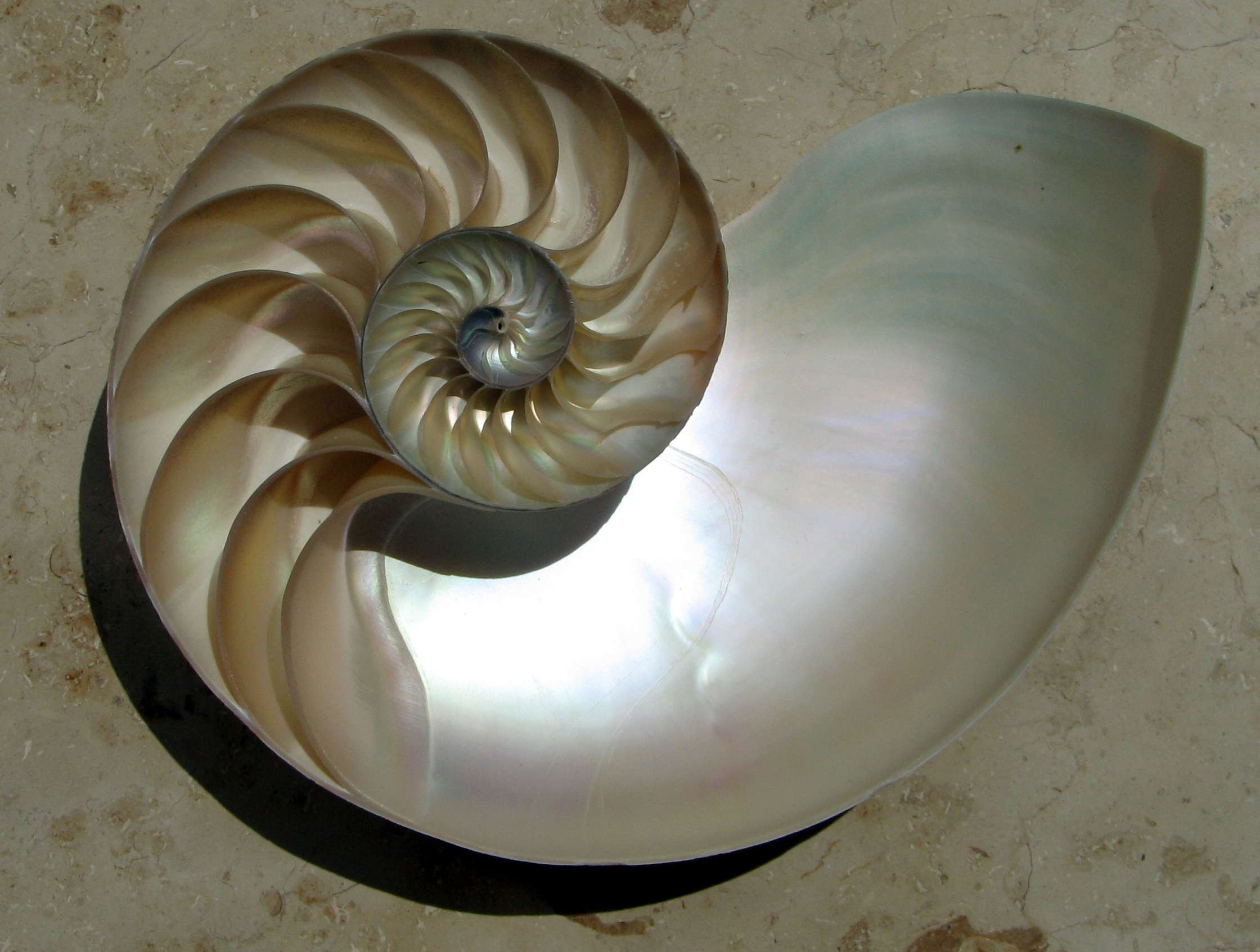
La nacre du nautile est particulièrement lisse et régulière.

L'aspect de la nacre ne provient pas de pigments ; la superposition de couches d'indice de réfraction différent crée des interférences, comme celles qui se produisent dans un filtre dichroïque ou dans les couleurs structurelles, de sorte que la couleur dépend de l'angle d'incidence de la lumière et de la position de l'observateur, ce qui laisse voir des iridescences caractéristiques.
La coloration éventuelle de la nacre provient des caroténoïdes, contenu dans la conchyoline. Leur complexation à des protéines pour former des caroténoprotéines peut modifier la couleur initiale du pigment et donner des teintes allant du jaune au violet[réf. nécessaire].
Les fabricants ont essayé depuis longtemps de reproduire l'aspect de la nacre. À partir du XVIIe siècle, on trouve sous le nom d’essence d'Orient des formulations à base d'écailles de poisson. L’essence d'Orient répertoriée au Colour Index sous la référence NW1 est un mélange de guanine et d'hypoxanthine, variable selon les espèces utilisées. L'industrie des plastiques a produit des boutons nacrés à partir de phosphates de plomb. Toxiques, ces composés sont interdits pour les cosmétiques. Le PW14 est un oxychlorure de bismuth, c'est le premier pigment nacre aujourd'hui. Des composés de mica et d'oxydes métalliques, brevetés en 1963, fournissent des pigments nacrés de toutes couleurs dominantes. Enfin, des pigments nacrés peuvent être fabriqués avec des particules de silice ou d'aluminium, recouverts de couches d'indice de réfraction variés afin de créer les interférences constitutives de l'aspect nacré. Ces pigments trouvent un débouché en cosmétique et dans l'industrie automobile, où ils enrichissent la gamme des aspects disponibles des peintures ordinaires et métallisées.

## Anomalies
Certains parasites (ex : polydores) peuvent provoquer des boursouflures de la nacre, lorsque le mollusque produit de nouvelles couches de nacres au-dessus des galeries forées dans sa coquille.

## Utilisation

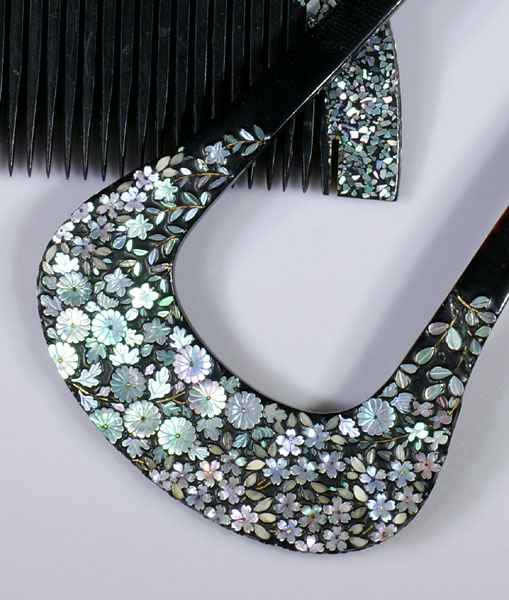
Incrustation de nacre sur peignes japonais.

Prisée pour ses reflets irisés, la nacre connait ou a connu de nombreux usages :
- éléments de marqueterie et de tabletterie comme les repères de manche de guitare ;
- boutons ;
- touches d'accordéon ;
- bijoux fantaisie ;
- rouge à lèvres nacré ;
- en sculpture réaliste, la nacre a servi à représenter le blanc des yeux ;
- utilisation en chirurgie réparatrice osseuse ;
- utilisation (autrefois) pour la fabrication d'implants dentaires, comme dans la civilisation maya.

« Le savoir-faire lié à l'incrustation de nacre » est inscrit sur la liste représentative du patrimoine culturel immatériel de l'humanité par l'UNESCO en décembre 2023.

### Travail de la nacre
Les morceaux de nacre sont ramollis dans l'eau bouillante puis aplatis et découpés suivant les formes recherchées pour la manufacture des objets. Généralement de couleur blanche, la nacre peut être teinte à partir de colorants organiques en gris, vert ou rose.
Le meulage et le sciage de la nacre génère de la poussière, qui gêne la respiration comme tous les matériaux pulvérulents et en outre contient de l'arsenic toxique pulvérulente. La nacre pulvérulente ne doit pas être respirée.

### Types de nacres commercialisées
Les nacres dites « franches » sont d'un blanc profond et sont très prisées dans le milieu de la mode. On les trouve en Australie, en Indonésie, aux Philippines, aux environs de Djibouti, à Madagascar, sur les côtes occidentales indiennes ou encore en mer d'Arabie.

## Symbolique
Dans le symbolisme, la nacre est censée évoquer des vertus maternelles (aspect laiteux), féminines et protectrices[réf. souhaitée]. Ces qualités renvoient, chez les catholiques, à la protection spéciale et maternelle de la Vierge Marie[réf. souhaitée]. C'est pourquoi la nacre est ou a été, utilisée pour la confection de chapelets[réf. nécessaire].

### Usage littéraire
Dans l'usage littéraire, l'adjectif nacré décrit par synecdoque des tons de chair très pâles, que les reflets rendent difficiles à décrire ou à reproduire par une teinte définie.

### Usage conventionnel
En France, les almanachs du XIXe siècle affirmaient que les noces de nacre correspondent au 42e anniversaire de mariage.